# Vacunación con células T
La vacunación con células T es la inmunización con células T autorreactivas inactivadas. El concepto de vacunación con células T es, al menos parcialmente, análogo a la vacunación clásica contra enfermedades infecciosas. Sin embargo, los agentes a eliminar o neutralizar no son agentes microbianos extraños sino una población de células T autorreactivas patógenas. Hasta ahora, la investigación sobre la vacunación con células T se ha centrado principalmente en la esclerosis múltiple y, en menor medida, en la artritis reumatoide, la enfermedad de Crohn y el SIDA.